# KomBus

Omnibus der KomBus GmbH in Hof (Saale)

Die KomBus GmbH ist ein regionales Verkehrsunternehmen mit Sitz in Bad Lobenstein, das den Linienbusverkehr im Saale-Orla-Kreis, im Umland der Stadt Neuhaus am Rennweg (Landkreis Sonneberg) und im Landkreis Saalfeld-Rudolstadt durchführt.
Die KomBus wurde im Juni 2005 gegründet, damals als ein Zusammenschluss dreier regionaler Busunternehmen. Am 1. Juli 2013 fusionierten diese Unternehmen, und die KomBus GmbH in ihrer heutigen Form entstand.
Im Regionalverkehr gibt es insgesamt 62 Linien, die insbesondere die Landkreise Saalfeld-Rudolstadt und Saale-Orla abdecken, aber auch bis nach Neuhaus am Rennweg im Landkreis Sonneberg verkehren. Besonders weitlaufende Linien reichen bis in die Landeshauptstadt Erfurt, nach Weimar, Jena, Gera, Ilmenau, Zeulenroda, Hof in Bayern und Plauen in Sachsen. Außerdem ist das Busunternehmen Partner des Fernbus-Vermittlers Flixbus und betreibt die Fernbuslinie 354 von Saalfeld über Rudolstadt, Orlamünde, Kahla und Jena nach Berlin.
Im Städtedreieck Rudolstadt-Saalfeld-Bad Blankenburg betreibt KomBus sechs Stadtbuslinien unter der Marke „Städtedreieck mobil“ sowie „Städtedreieck Nachtmobil“. Weitere Stadtbusse verkehren als „Stadt Pößneck mobil“, „Stadt Schleiz mobil“ und „Stadt Bad Lobenstein mobil“ in den gleichnamigen Orten des Saale-Orla-Kreises.
Die KomBus GmbH besitzt, neben dem Geschäftssitz in Bad Lobenstein, Betriebsteile in Rudolstadt, Saalfeld, Pößneck, Mellenbach und Schleiz.
Mit dem Fahrplanwechsel am 13. Dezember 2020 ist die KomBus GmbH dem Verkehrsverbund Mittelthüringen beigetreten.

## Linien
Stand 2024 Quelle KomBus
Linienbündel 1
113 Rudolstadt-Remda-Erfurt
114 Rudolstadt-Teichel-Weimar
120 Rudolstadt-Lichstedt-Remda-Altremda 
122 Rudolstadt-Großkochberg-Teichel/Engerda 
122 Rudolstadt-Weißen-Uhlstädt-Dorndorf-Engerda 
125 Rudolstadt-Schloßkulm-Oberpreilipp
126 Rudolstadt-Zeigerheim
Linienbündel 2
215 Rudolstadt-Königsee-Ilmenau
217 Rudolstadt-Bad Blankenburg-Dittersdorf
218 Rudolstadt-Bad Blankenburg-Solsdorf/Böhlscheiben
227 Saalfeld-Schwarzwa-Bad Blankenburg
Linienbündel 3
302 Rudolstadt-Sitzendorf-Katzhütte-Neuhaus
303 Meura-Sitzendorf
304 Oberweißbach-Katzhütte
313 Sitzendorf-Oberweißbach-Neuhaus
330 Königsee-Mankenbach
331 Königsee-Mellenbach
333 Königsee-Sitzendorf
Linienbündel 4
405 Saalfeld-(Piesau)-Neuhaus
406 Meura-Schmiedefeld-Neuhaus 
407 Probstzella-Gräfenthal-(Geiersthal)-Neuhaus 
453 Saalfeld-Wickersdorf-Wittgendorf-Sitzendorf 
Linienbündel 5
545 Saalfeld-Kamsdorf-Bucha-Könitz
546 Saalfeld-Drognitz-Altenbeuthen
547 Saalfeld-Probstzella-Gräfenthal
554 Saalfeld-Leutenberg-Schweinbach/Löhma
555 Leutenberg-Lehesten-Schmiedebach-Probstzella
558 Dorfkulm-Saalfeld-Knobelsdorf
Linienbündel 6
610 Schleiz-Bad Lobenstein-Lehesten-Brennersgrün
611 Schleiz-Grochwitz-Burgk
612 Weitisberga-Wurzbach-Titschendorf
620 Naila-Bad Lobenstein-Remptendorf-Ziegenrück (ab/bis Blankenstein VGN-1585)
630 Bad Lobenstein-Lothra-Weisbach-Remptendorf
640 Bad Lobenstein-Neundorf-Titschendorf-Blankenstein
Linienbündel 7
710 Schleiz-Gefell-(Gebersreuth)-Hirschberg
720 Schleiz-Blankenstein-Bad Lobenstein
721 Schleiz-Frössen-Sparnberg-Hirschberg
730 Schleiz-Tanna-Unterkoskau-Stelzen
Linienbündel 8
810 Schleiz-Auma-Mittelpöllnitz-Gera
820 Schleiz-Moßbach-Neustadt-Stanau-Stadtroda-Jena
821 Schleiz-Plothen-Knau
822 Neustadt-Knau
830 Neustadt-Mittelpöllnitz-Porstendorf
831 Neustadt-Schmieritz-Lemnitz-Triptis-Wittchenstein
832 Neustadt-Karlsdorf-Schönbrunn-Triptis
Linienbündel 9
944 Saalfeld-Könitz-Pößneck-Weira-Neustadt
946 Schleiz-(Knau)-Külmla-Ziegenrück
957 Saalfeld-Reichenbach/Kulmberghaus

964 Pößneck-Langenorla-Kahla-Jena 

965 Pößneck-Krölpa-Ranis-Gräfendorf 

966 Pößneck-Ranis-Ziegenrück-(Linkenmühle)-Schleiz 

968 Pößneck-Peuschen-Knau 

969 Pößneck-Friedebach 

971 Pößneck-Lausnitz/Oberoppurg-Quaschwitz-Knau 

972 Pößneck-Quaschwitz-Knau 

981 Lausnitz/Nst.-Neunhofen-Neustadt-Lichtenau

Einzellinien
82 Stadtverkehr Neustadt an der Orla
132 Schleiz-Zeulenroda

143 Schleiz-Mühltroff-Plauen

145 Lehesten - Steinbach am Wald

1566 Schleiz-Gefell-Töpen-Hof/Saale
163 Hirschberg-Tanna-Plauen

## Vorgängerunternehmen
Folgende Busunternehmen fusionierten am 1. Juli 2013 zur KomBus GmbH:
- Personenverkehrsgesellschaft Neuhaus am Rennweg mbH (PVG)
- Omnibusverkehr Oberland GmbH (OVO)
- Omnibusverkehr Saale-Orla Rudolstadt GmbH (OVS)

Schon vor der Fusion existierte ein Gemeinschaftstarif für alle drei Busunternehmen. Eisenbahnverkehrsunternehmen waren und sind in den Bus-Tarif nicht integriert.

## Weblink
- Website der KomBus GmbH